# Верхняя Франкония
Верхняя Франкония (нем. Oberfranken, бав. Obafrankn) — один из семи административных округов (нем. Regierungsbezirk) земли Баварии в Германии; также является одной из трёх частей исторической области Франконии наряду с Нижней и Средней Франкониями).
По данным на 31 декабря 2015 года:
- территория — 723 146,99 га;[3]
- население  — 1 059 358 чел.;[1]
- плотность населения — 146,49 чел./км2;
- землеобеспеченность с учётом внутренних вод — 6826,28 м2/чел.

На территории округа существует более 200 пивоваренных заводов, которые варят примерно 1000 различных сортов пива. Поэтому считается, что в Верхней Франконии самая высокая плотность пивоварен на душу населения в мире. Также, существует специальный «пивной маршрут» (нем. Fränkische Brauereistraße) по Франконии, который соединяет пивоварни со всеми населёнными пунктами.

## География
Округ Верхняя Франкония с севера граничит с Тюрингией, с запада с Нижней Франконией, с юго-запада со Средней Франконией, с юго-востока с Верхним Пфальцем, и с востока с Саксонией и с Чешской Республикой.

## Административное деление

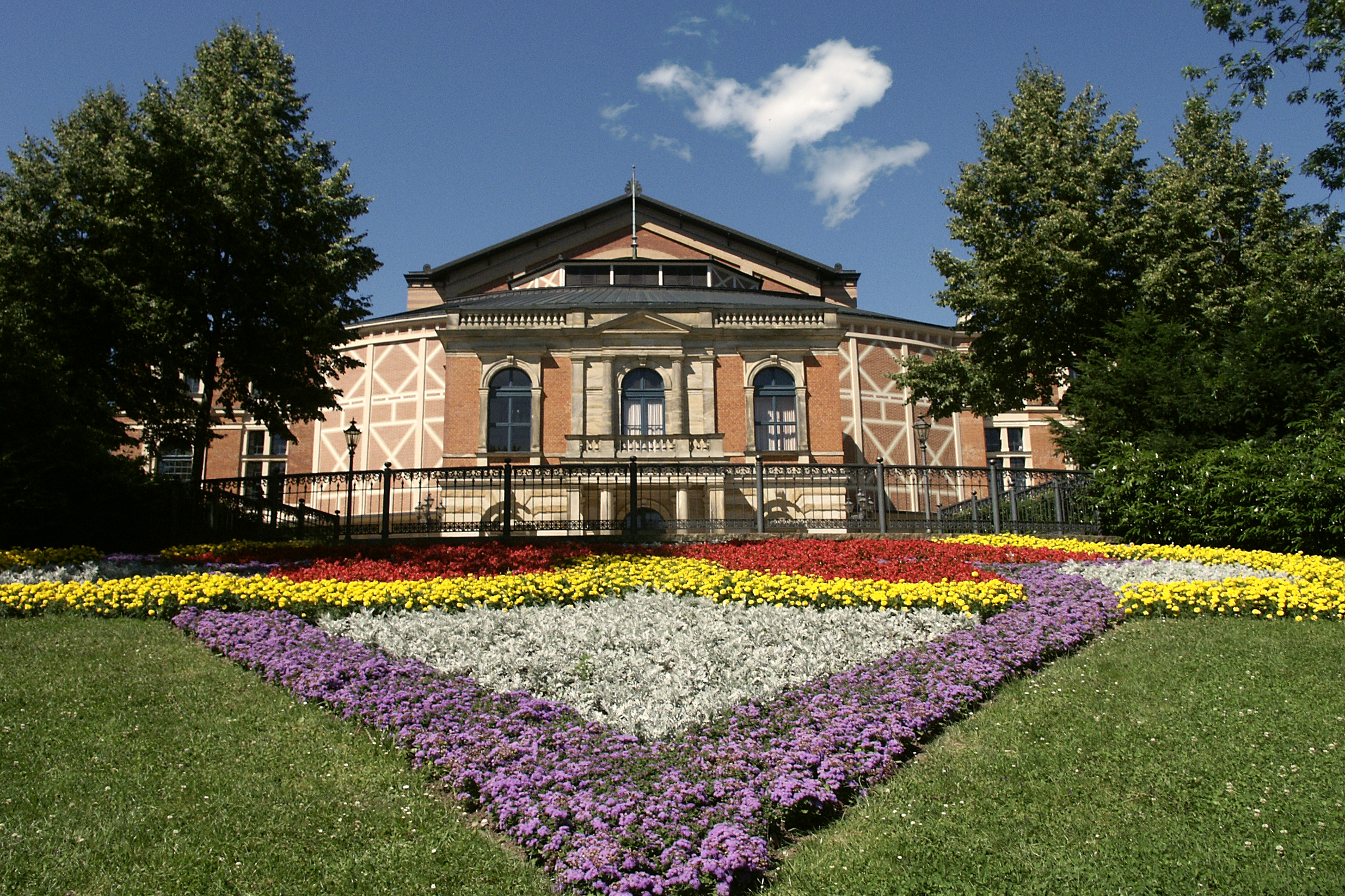
Фестивальный театр в Байройте (2006)

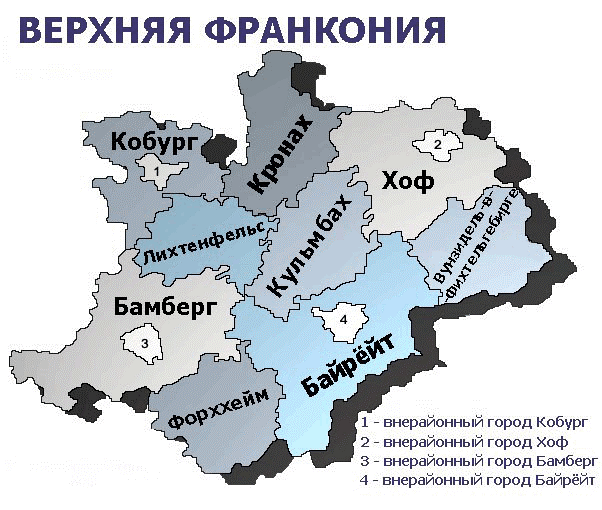
Административное деление Верхней Франконии

Верхняя Франкония разделена на девять районов и четыре свободных города.
Районы:
- Бамберг
- Байройт
- Кобург
- Форххайм
- Хоф
- Кронах
- Кульмбах
- Лихтенфельс
- Вунзидель-им-Фихтельгебирге

Внерайонные города:
- Бамберг
- Байройт
- Кобург
- Хоф

## Население
По оценке на 31 декабря 2015 года население правительственного округа Верхняя Франкония составляет 1 059 358 чел. 

| Дата      | 1840   | 1871   | 1900   | 1925   | 1939   | 1950    | 1961    | 1970    | 1987    | 2011    |
| --------- | ------ | ------ | ------ | ------ | ------ | ------- | ------- | ------- | ------- | ------- |
| Население | 514627 | 575722 | 657461 | 741515 | 790151 | 1088721 | 1056087 | 1079131 | 1036576 | 1063454 |

| Год       | 1960    | 1970    | 1980    | 1990    | 2000    | 2009    | 2010    | 2011    | 2012    | 2013    | 2014    | 2015    |
| --------- | ------- | ------- | ------- | ------- | ------- | ------- | ------- | ------- | ------- | ------- | ------- | ------- |
| Население | 1046463 | 1080294 | 1052338 | 1074867 | 1113251 | 1076400 | 1071306 | 1061573 | 1058711 | 1056365 | 1055955 | 1059358 |

## История
Правительственный округ Оберфранкен (Верхняя Франкония) образован в соответствии со статьёй II «Высочайшего Закона» Королевства Баварии от 29 ноября 1837 года вместе с правительственными округами Обербайерн, Нидербайерн, Пфальц с административным центром в Шпайере (ныне в земле Рейнланд-Пфальц), Оберпфальц, Миттельфранкен, Унтерфранкен и Швабен.
В 1920 году территория Верхней Франконии была расширена за счёт присоединения к ней бывшего герцогства Кобург в составе района Кобург и свободных городов Кобург, Нойштадт-бай-Кобург и Родах-бай-Кобург.

## Внешние ссылки
- Инструкция по русской передаче немецких географических названий Архивная копия от 11 апреля 2016 на Wayback Machine
- Официальная страница (нем.)
- Атлас Баварии Архивная копия от 7 марта 2021 на Wayback Machine (нем.)
- Топографический атлас Баварии Архивная копия от 23 сентября 2020 на Wayback Machine (нем.)
- Верхняя Франкония в Немецкой национальной библиотеке. (нем.)
- Верхняя Франкония: история создания герба Архивная копия от 15 августа 2016 на Wayback Machine  (нем.)
- Верхняя Франкония: статистические сведения Архивная копия от 17 июля 2015 на Wayback Machine  (нем.)
- Портал Бавария: Правительство Верхней Франконии Архивная копия от 5 августа 2016 на Wayback Machine Regierung von Oberfranken (нем.)
- Oberfranken в каталоге ссылок Curlie (dmoz) (нем.)
- Правительство Верхней Франконии Oberfranken – Regierung von Oberfranken (нем.)
- Верхняя Франкония Архивная копия от 9 ноября 2016 на Wayback Machine Standortmarketing für Oberfranken mit vielen Informationen zum Standort (нем.)
- Wiktionary: Верхняя Франкония Архивная копия от 13 октября 2016 на Wayback Machine  (нем.)
- Путеводитель «Верхняя Франкония» в Викигиде (англ.)
- Oberfranken – Regierung von Oberfranken
- Standortmarketing für Oberfranken mit vielen Informationen zum Standort
- Oberfranken в каталоге ссылок Curlie (dmoz)
- Верхняя Франкония в Немецкой национальной библиотеке.